# Topkapı (Istanbul)
Topkapı è una mahalle del distretto di Fatih a Istanbul, adiacente al lato interno delle mura.

## Storia
Le mura di Istanbul delimitano il lato ovest del quartiere, che si estende fra le porte di Mevlevihane e di Edirne, chiamata durante il periodo bizantino Porta di San Romano (in greco Πόρτα τοῦ Ἁγίου Ρωμάνου?). Dopo la caduta di Costantinopoli, la porta venne chiamata Topkapı, perché durante l'assedio di fronte a essa venne posto in azione Basilico, il cannone gigante fatto costruire dai Turchi appositamente per l'assedio. Da questa porta il Sultano Mehmet II entrò per la prima volta in città. Il centro del quartiere è la moschea di Kara Ahmet Pascià e il suo complesso.

## Trasporti
Il terminal principale degli autobus di Istanbul era situato qui sino al 1994, quando si trasferì a Bayrampaşa. Con il trasferimento del terminal, il quartiere si è decongestionato.